# Yazdagird II

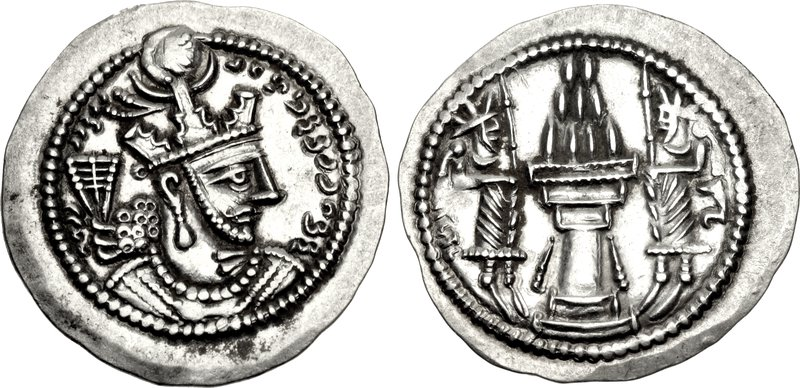
munt van Yazdagird II

Yazdagird II was een sjah van de Sassaniden, een dynastie die van de 3e eeuw tot 651 over het gebied dat nu Iran is heerste. Yazdagird II was de zeventiende sjah van de Sassaniden, zijn voorganger was Bahram V en zijn opvolger Hormazd III. Yazdagird II heerste over het rijk van 439 tot 457.